# غذادهی پرندگان

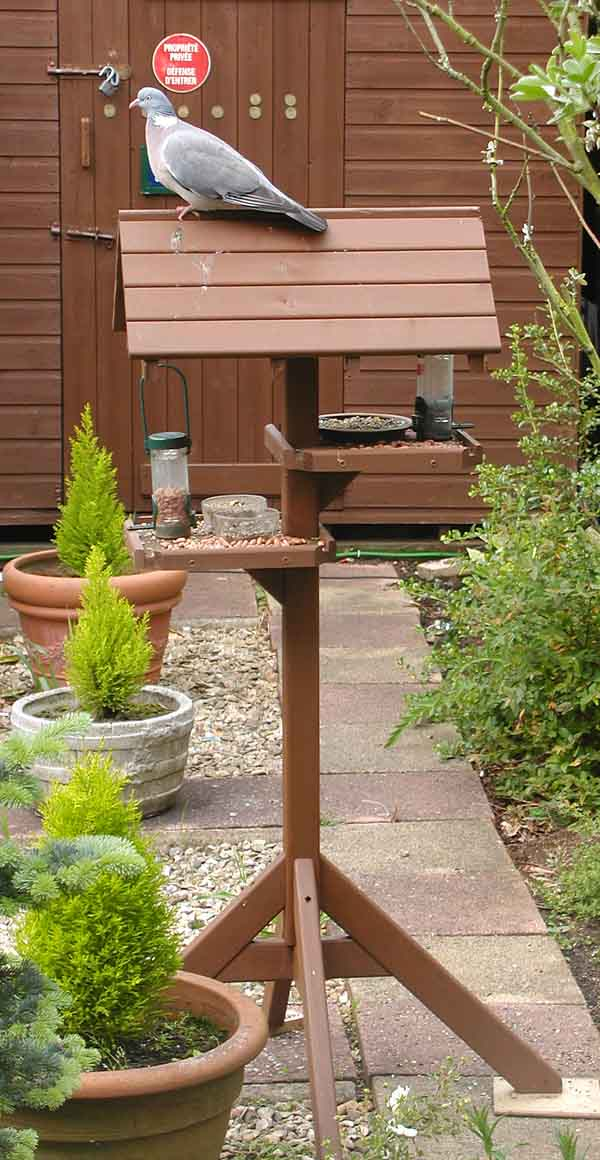
یک میز غذای پرنده، با یک کبوتر جنگلی روی پشت بام، در باغ انگلیسی. میز غذا شامل آب، بادام زمینی، تخمه آفتابگردان و دان مخلوط است.

غذادهی پرندگان (به انگلیسی: Bird feeding)، فعالیت تغذیه پرندگان وحشی است که اغلب از طریق دان‌خوری پرنده انجام می‌شود. با پیشینه‌ای ثبت‌شده از سدهٔ ششم میلادی، تغذیه پرندگان وحشی در ایالات متحده و بریتانیا تشویق و جشن گرفته شده‌است، به طوری که این دومین سرگرمی دوست‌داشتنی در ایالات متحده است و ماه ملی تغذیه پرندگان در سال ۱۹۹۴ در کنگره تصویب شد. انواع مختلف غذا با روش‌های مختلف تهیه می‌شود. ترکیب‌های خاصی از خوراک و روش تغذیه برای جذب گونه‌های خاصی از پرندگان شناخته شده‌است.